# المدعي الأمريكي
المُدعي الأمريكي رواية صدرت في عام 1892 للكاتب الأمريكي الساخر مارك توين. كتب توين الرواية بمساعدة المسجل الفونوغرافي، وهو أول كاتب (وفقًا لتوين نفسه) يستخدمه. كانت أيضًا (وفقًا لتوين) محاولةً لتأليف كتاب دون ذكر الطقس، وأول كتاب من نوعه في الأدب الصّوَري (على الرغم من أن الجملة الأولى من الفقرة الثانية تشير إلى الطقس: «حسنًا، إنه صباحٌ عاصف»). في الواقع، فإن كل حالات الطقس مُضمّنة في ملحقٍ، في الجزء الخلفي من الكتاب، يُحفّز القارئ على العودة إليه من وقتٍ لآخر.

## الحبكة
المُدعي الأمريكي هي كوميديا عن خطأ في هويات وعدّة تبدّلات في الأدوار. يتضمن طاقم شخصيات الرواية أمريكيًا مفتونًا بالأرستقراطية البريطانية الموروثة وإيرلًا بريطانيًا مذهولًا بالديمقراطية الأمريكية.

## الشخصيات
الكولونيل مولبيري سيليرز: رجل عجوز شائب غريب الأطوار يصبح الوريث الشرعي لإيرل روسمور بعد موت قريبه، سيمون لاثرز. وفقًا لزوجته، فإن سيليرز «مُدبّرٌ، وكريم، وطيب القلب، ولا يحسب حساب الفشل» ومحبوب جدًا بسبب كرمه ولطفه. على الرغم من فشل العديد من مخططاته الغريبة لكسب المال، لكنه من حين لآخر «يضرب ضربة حظ»، مثلما يسميها، ويكسب كمية جيدة من المال. إحدى هذه الضربات هي لعبة شعبية جدًا اسمها «بيغز إن كلوفز»، التي ابتكرها وسجل براءة اختراع فيها.
وفقًا لعلامة القصدير الموجودة على بابه، فإن سيليرز محامٍ ووكيل ادعاء، ومُجسّد، ومعالج بالتنويم، وهاوٍ في العلاج بالإيحاء. بالإضافة إلى أنه سُمي أيضًا «عضوًا دائمًا في الهيئة الدبلوماسية التي تمثل سيادات وحضارات العالم المتنوعة ضمن المحكمة الجمهورية للولايات المتحدة الأمريكية».
تشير الملاحظة التوضيحية في بداية الرواية إلى أن شخصية الكولونيل سيليرز هي ذاتها شخصية إيسكول سيليرز في الإصدار الأول من رواية توين التي تحمل عنوان العصر المُذهّب (1873)، وهي أيضًا شخصية بيريا سيليرز في الإصدارات اللاحقة. توضح الملاحظة أيضًا أن شخصية الكولونيل سيليرز هي ذاتها شخصية مولبيري سيليرز في رواية جون ريموند التمثيلية التي تحمل عنوان «العصر المُذهّب».
واشنطن هوكينز: مندوب الكونغرس عن شروكي ستريب الذي يشارك الكولونيل سيليرز في مخططاته. يوصَف هوكينز بأنه «رجل شجاع، ذو مظهر مُحبطٍ يوحي مظهره العام بأنه في الخمسين من عمره، لكن شعره يوحي بأنه وصل إلى المئة». في بداية الرواية كان يعيش مع زوجته، لويس، وأطفالهما في أقصى الغرب على مدى الخمسين سنة السابقة.
سالي (غويندولين) سيليرز: ابنة الكولونيل سيليرز وبولي سيليرز. تلتحق بكلية روينا-إيفانو، «المركز الأكثر انتقائية وأرستقراطية لتعليم الفتيات الصغيرات» في الولايات المتحدة. كانت سالي، مثل والدها، تميل إلى التطلعات الرومنسية وأوهام العظَمة. كانت سالي سعيدة بالحصول على لقب غويندولين بعد أن أصبح والدها الوريث الشرعي لإيرل روسمور. لكن، يصف الراوي سالي بأنها تمتلك «شخصية مزدوجة» قائلًا: إنها على حدّ سواء، سالي سيليرز، «العملية والديمقراطية»، والسيدة غويندلين، «الرومنسية والأرستقراطية». تعمل خلال النهار بجد في تصميم وخياطة الفساتين كي تساعد في إعالة أسرتها ماليًا، وفي المساء تعود إلى الخيال الغامض لطبقة عائلتها النبيلة. تقع في حب هاورد تريسي (فايكاونت بيركلي) من النظرة الأولى ثم تتخلى عن تطلعاتها لاحقًا.
بيركلي روسمور (هاورد تريسي): الابن والوريث الشرعي الوحيد لإيرل روسمور. وفقًا للراوي، فإن اسمه الكامل هوKirkcudbright Llanover Marjoribanks Sellers Viscount-Berkeley، المحترم كيركوبرايت ليانوفر مارجوري بانكس سيليرز فايكاونت-بيركلي، من قلعة كولموندلي، وورويكشير (الذي يخبرنا الكاتب أنه يُلفظ «ككوبري تلانوفر مارش بانك سيليرز فيكاونت بيركلي، من قلعة تشوملي، ووريكشر»). يعلن بيركلي، في بداية الرواية، عن رغبته بالذهاب إلى أمريكا «وتبادل الأماكن» مع سيمون ليذر، الرجل الذي يعتبره الوريث الشرعي. يتمنى «أن أتخلص من أسلوب الحياة الزائف، والمنصب الزائف، وبدء حياة جديدة، بدئها بشكل صحيح، بدئها شخصًا عاديًا غير مدعوم بأي مساعدة متكلفة، وأن أنجح أو أفشل لأنني أستحق ذلك، أو لأنني أرغب في ذلك. سأذهب إلى أمريكا، حيث جميع الرجال متساوون وجميعهم يمتلكون فرصًا متساويةً، سأعيش أو أموت، أغرق أو أسبح، أربح أو أخسر فقط كرجل- ذلك فقط بدون أي مساعدةٍ واحدةٍ أو أوهام». بعد فترة قصيرة من وصوله إلى الولايات المتحدة، يندلع حريق في الفندق الذي يقيم فيه، وأثناء هروبه، يتخفى ويلبس ملابس وقبعة بيت ذات الذراع الواحدة، ليجعل الجميع يعتقدون بأنه راعي بقر. بعد أن تعلن الصحيفة أن بيركلي توفي في الحريق، يقرر أن يتخلى عن هويته السابقة ويسمي نفسه هاورد تريسي، مُقررًا أن يعمل ليكسب لقمة عيشه وفقًا للمبادئ الديمقراطية.